# Natação na Universíada de Verão de 1981

## Quadro de medalhas
| Ordem | País                   | Medalha de ouro | Medalha de prata | Medalha de bronze |    |
| ----- | ---------------------- | --------------- | ---------------- | ----------------- | -- |
| 1     | USA Estados Unidos     | 16              | 7                | 7                 | 30 |
| 2     | URS União Soviética    | 10              | 10               | 9                 | 29 |
| 3     | ROM Romênia            | 2               | 2                | 1                 | 5  |
| 4     | FRG Alemanha Ocidental | 1               | 1                | 1                 | 3  |
| 5     | TCH Checoslováquia     | 1               | 1                | 1                 | 3  |
| 6     | BRA Brasil             |                 | 3                | 6                 | 9  |
| 7     | CAN Canadá             |                 | 2                | 2                 | 4  |
| 8     | AUS Austrália          |                 | 1                |                   | 1  |
| 9     | CHN China              |                 | 1                |                   | 1  |
| 10    | POL Polônia            |                 |                  | 2                 | 2  |